# Cyanandrium guttatum
Cyanandrium guttatum är en tvåhjärtbladig växtart som beskrevs av Otto Stapf. Cyanandrium guttatum ingår i släktet Cyanandrium och familjen Melastomataceae. Inga underarter finns listade i Catalogue of Life.